# Consell Estatal d'Organitzacions no Governamentals d'Acció Social
El Consell Estatal d'Organitzacions no Governamentals d'Acció Social és un òrgan consultiu adscrit al Ministeri de Treball i Assumptes Socials d'Espanya. Va ser creat amb el Reial Decret 235/2005, de 4 de març.
El seu objectiu és que servisca com a espai de diàleg entre l'estat espanyol i el moviment associatiu per al desenvolupament de les polítiques públiques d'acció social.